# Podivna euderoides
Podivna euderoides är en stekelart som beskrevs av Boucek 1993. Podivna euderoides ingår i släktet Podivna och familjen puppglanssteklar.
Artens utbredningsområde är Venezuela. Inga underarter finns listade i Catalogue of Life.